# Tahuantinsuyoa macantzatza
Tahuantinsuyoa macantzatza és una espècie de peix de la família dels cíclids i de l'ordre dels perciformes.

## Morfologia
- Els mascles poden assolir 12 cm de longitud total.[3][4]

## Hàbitat
És una espècie de clima tropical entre 25 °C-28 °C de temperatura.

## Distribució geogràfica
Es troba a Sud-amèrica: conca del riu Aguaytía (Perú).